# Church of the Poison Mind
«Church of the Poison Mind» es un sencillo publicado en 1983 por la banda de pop británica Culture Club. Fue lanzado como el primer sencillo de su segundo álbum, el más exitoso, Colour by Numbers.
La canción alcanzó la segunda posición en Reino Unido, por detrás de "Let's Dance" de David Bowie. También fue el cuarto hit del Top 10 de la banda en Estados Unidos y en Canadá. Cuando en Estados Unidos seguía escalando posiciones, Culture Club lanzó el sencillo "Karma Chameleon". Esto provocó que Epic Records lanzara antes de lo previsto: "Karma".
"Church of the Poison Mind" realmente alcanzó su posición máxima la misma semana que "Karma Chameleon" debutó en las listas de Estados Unidos. En muchos países, su lado B "Man Shake" era la canción de gran percusión en la calle, y en algunos otros, como Estados Unidos, era la canción "Mystery Boy".
Helen Terry cantó coros en la canción. El crítico de Allmusic Stewart Mason afirmó que su "actuación feroz del coro es un golpe maestro de la canción pop". Su colega el crítico de Allmusic, José J. Promis, estuvo de acuerdo en que su actuación "realmente derribó la casa".